# Струминний концентратор

Струминний концентратор — різновид струминного сепаратора, апарат для гравітаційного збагачення корисних копалин, що складається з набору окремих жолобів в різних компонувальних варіантах.

## Струминний концентратор СКГ-2М
Струминний концентратор СКГ-2М (рис.) складається з 24 струминних жолобів.
На 12 жолобах верхнього каскаду, які розташовані в два ряди по 6 жолобів з кожного боку, здійснюється основна концентрація, на жолобах нижнього каскаду — перечистка концентрату і відходів. Кут нахилу жолобів регулюється в межах 15 — 20º за допомогою ґвинтових механізмів 5. Розвантажувальні кінці жолобів закруглені, що дозволяє збільшити висоту віяла продуктів розділення, які відсікаються роздільниками і направляються у відповідні збірники продуктів.
Особливість жолобів струминного концентратора Гіредмету — наявність в днищі поперечних щілин розміром 0,5 — 2 мм для виділення концентрату з придонного шару потоку. Наявність щілин забезпечує зниження втрат цінних мінералів у відходах. В процесі експлуатації щілини періодично прочищаються за допомогою вібратора.
В концентраторі СКГ-3М число жолобів знижено до 12, але розміри їх більші.

## Технічні характеристики

Технічні характеристики струминних концентраторів